# Буш-Браун, Маргарет
Маргарет Буш-Браун (англ. Margaret Bush-Brown, полное имя Margaret White Lesley Bush-Brown, известна также как Mrs. Henry Kirke Bush-Brown; 1857—1944) — американская художница и гравёр.

## Биография
Родилась 19 мая 1857 года в Филадельфии в семье геолога Питера Лесли и социального работника Сьюзан Лесли (Susan Inches Lyman Lesley).
Её первым наставником в живописи был Томас Икинс, у которого училась в Пенсильванской академии изящных искусств, прежде чем переехать в 1880 году в Париж для дальнейшего обучения. Там Мааргарет поступила в Академию Жюлиана и брала уроки у Тони Робера-Флери, Гюстава Буланже и Жюля Лефевра. Вернувшись в США в октябре 1883 года, брала уроки в Филадельфийской школе дизайна для женщин. Затем она научилась гравировать под руководством Габриэллы Клементс и в 1884 году представила на выставке в New York Etching Club работу Study of a Girl’s Head — предположительно первую свою гравюру. В какой-то момент она также брала уроки у Кристиана Шусселе.
Маргарет познакомилась со многими другими художницами, включая Элизабет Бутт, Сесилию Бо и Франклин, Мэри; часто проводила с ними лето на Восточном побережье США. В 1881 году она путешествовала по Франции и Бельгии со своей дальней родственницей Эллен Хейл и с Хелен Ноултон. В апреле 1886 года она вышла замуж за скульптора Генри Буш-Брауна и переехала в его дом в Ньюберге, штат Нью-Йорк.
Её муж умер в 1935 году. До 1941 года художница жила в Вашингтоне и в том же году переехала в Пенсильванию. Маргарет Буш-Браун не только выставлялась сама, но и иногда показывала работы вместе со своим мужем, а позже и с дочерью Лидией, которая также добилась некоторой известности как художница. В 1883 году Маргарет экспонировала свои работы в Парижском салоне. Буш-Браун также выставляла свои работы в чикагском Музее науки и промышленности, создала фреску Spring для Здания штата Пенсильвания на Всемирной выставке 1893 года в Чикаго. За свою художественную карьеру была удостоена ряда призов.
Умерла 16 ноября 1944 года в доме своего сына Джеймса в городе Эмблер, штат Пенсильвания.
Автопортрет Маргарет Буш-Браун, датированный 1914 годом и в настоящее время находящийся в коллекции Пенсильванской академии изящных искусств, был включён в инаугурационную выставку American Women Artists 1830—1930 в 1987 году.
Документы художницы, вместе с документами других членов её семьи, в настоящее время хранятся в Смит-колледже.